# Proto-ferro-antofillite
La proto-ferro-antofillite (simbolo IMA: Pfath) è un minerale rarissimo del supergruppo dell'anfibolo, all'interno del quale viene collocato nel "gruppo degli anfiboli con W(OH,F,Cl)-dominante" e da lì al sottogruppo degli anfiboli di magnesio-ferro-manganese dove occupa un posto nel "gruppo contenente la radice antofillite nel nome"; essendo un anfibolo, appartiene agli inosilicati e pertanto alla famiglia minerale dei "silicati", e possiede composizione chimica ☐Fe2+2Fe2+5Si8O22(OH)2.
La proto-ferro-antofillite è caratterizzata dall'avere il catione ferro Fe2+ dominante sia in posizione B che in posizione C.

## Etimologia e storia
Il minerale è stato scoperto in campioni raccolti nell'area del Cheyenne canyon, e su un'area incerta fra il Monte Cheyenne, lo Stove Mountain e il St. Peters Dome, tutti nella Contea di El Paso, Colorado, Stati Uniti d'America. È stata scoperta anche in campioni provenienti dal giacimento di Tsuge a Tahara nei pressi del villaggio di Hirukawa (ora facente parte della città di Nakatsugawa), nella prefettura di Gifu (Giappone).
Il nuovo minerale era stato approvato dall'Associazione Mineralogica Internazionale (IMA) già nel 1986, ma ne venne sospesa la pubblicazione fino al 1998 in attesa del completamento della revisione del supergruppo dell'anfibolo quando è stato classificato come appartenente al gruppo degli anfiboli Mg-Fe-Mn-Li con il nome protoferro-antofillite, e successivamente cambiato in quello attuale in base alla riclassificazione degli anfiboli del 2012.
Il nome del minerale è stato attribuito in quanto ha la stessa composizione della ferro-antofillite, ma cristallizza secondo il gruppo spaziale Pnmn.

## Classificazione
La classica nona edizione della sistematica dei minerali di Strunz, aggiornata dall'associazione Mineralogica Internazionale fino al 2009, elenca la proto-ferro-antofillite con il nome protoferro-antofillite e la colloca nella classe "9. Silicati (germanati)" e da lì nella sottoclasse "9.D Inosilicati"; questa viene ulteriormente suddivisa in base alla struttura cristallina del minerale, in modo tale che la proto-ferro-antofillite possa essere trovata nella sezione "9.DE Inosilicati con catene doppie di periodo 2, Si4O11; clinoanfiboli" con il sistema nº 9.DE.05.
Nell'edizione successiva, proseguita dal database "mindat.org", classe e sottoclasse restano invariate, ma la sezione di destinazione cambia in seguito alla scoperta della struttura ortorombica (e non monoclina) del minerale; pertanto qui la proto-ferro-antofillite viene collocata nella sezione "9.DD Inosilicati con catene doppie di periodo 2, Si4O11; ortoanfiboli".
Nella Sistematica dei lapis (Lapis-Systematik) di Stefan Weiß la proto-ferro-antofillite si trova nella classe dei "silicati" e nella sottoclasse degli "inosilicati"; qui si trova nella sezione riservata ai minerali con struttura "[Si4O11] a due bande 6-; anfiboli ortorombici" dove forma il sistema nº VIII/F.12.
Anche la classificazione dei minerali secondo Dana, usata principalmente nel mondo anglosassone, elenca la proto-ferro-antofillite nella famiglia dei "silicati", qui è nella classe degli "inosilicati: catene doppie non ramificate, W=2" e nella sottoclasse degli "inosilicati: catene doppie non ramificate, configurazione anfibolo W=2" dove forma il sistema nº 66.01.02.

## Abito cristallino
La proto-ferro-antofillite cristallizza nel sistema ortorombico nel gruppo spaziale Pnmn con i parametri di cella a = 9,388(2) Å, b = 18,387(4) Å e c = 5,347(1) Å, oltre ad avere 2 unità di formula per cella unitaria.

## Origine e giacitura
La proto-ferro-antofillite è stata trovata nel granito o nella pegmatite associata a fayalite, laihunite, magnetite, annite e quarzo.
Il minerale è stato trovato solo in due siti, entrambi considerati località tipo: Tahara (35.50447°N 137.40264°E), presso Nakatsugawa (prefettura di Gifu, Giappone) e l'area del monte Cheyenne nella contea di El Paso (Colorado, Stati Uniti).

## Forma in cui si presenta in natura
La proto-ferro-antofillite è stata scoperta sotto forma di cristalli aciculari trasparenti lunghi meno di 3 mm.
Il minerale è trasparente con lucentezza vitrea; il colore è giallo-brunastro, mentre quello del suo striscio è bianco.